# Uzappa
Uzappa ou Ausafa est une cité antique romaine, devenue un site archéologique tunisien situé au nord du pays, au lieu-dit Ksour-Abd-el-Melek.

## Localisation et toponymie
La cité est située dans le Haut-Tell en Tunisie non loin de Makthar (Mactaris). Le site de Ksour-Abd-el-Melek est occupé par une confrérie au XIXe siècle.
Le site est bordé par l'oued Aouzafia. La continuité du toponyme selon Azedine Beschaouch n'est pas liée à l'arabisation ; il est un « bel exemple de translittération du latin chrétien en arabe tunisien, sans altération ».

## Histoire

### Histoire ancienne
La ville, d'origine numide comme de nombreuses autres de la région « ouverte sur la culture punique », devient municipe romain dans la deuxième moitié du IIIe siècle, en 279-280. La cité est civitas sous Caracalla et municipe dès 275, sous Aurélien. Selon l'étude épigraphique menée par Beschaouch, le statut de municipe est attribué entre les règnes de Gallien et Aurélien, avant 268 et après le proconsulat africain de Sextus Cocceius Anicius Faustus Paulinus, daté au plus tôt de 261-262. Le proconsul a sans doute joué un rôle dans la promotion de la cité selon Beschaouch, en l’occurrence comme patron.
La cité est le siège d'un évêché à partir du milieu du IIIe siècle. Un évêque donatiste est connu par saint Augustin. L'évêché est cité en 256 et 393.

### Histoire des fouilles
Le site est exploré par Julien Poinssot puis par René Cagnat, et des découvertes épigraphiques ont permis de préciser l'histoire du site.

## Description
Les vestiges dispersés sur le site sont « très étendu(...)s »,.
Le site conserve des vestiges numides et romains :
- mégalithes ;
- vestiges de fortifications ;
- arcade romaine ;
- deux arcs de triomphe, un dédié au Génie de la cité situé au sud-est[A 10] et l'autre à l'empereur Caracalla[A 1] ;
- thermes ;
- forum ;
- fortification byzantine.